# Alcanó (kommunhuvudort)
Alcanó är en kommunhuvudort i Spanien.   Den ligger i provinsen Província de Lleida och regionen Katalonien, i den östra delen av landet, 400 km öster om huvudstaden Madrid. Alcanó ligger 221 meter över havet och antalet invånare är 251.
Terrängen runt Alcanó är huvudsakligen platt, men åt sydost är den kuperad. Runt Alcanó är det mycket glesbefolkat, med 7 invånare per kvadratkilometer. Närmaste större samhälle är Lleida, 15,1 km norr om Alcanó. Trakten runt Alcanó består till största delen av jordbruksmark.